# توماس بورودی
توماس بورودی (انگلیسی: Thomas Borody) پزشک، پژوهشگر و متخصص برجستهٔ پزشکی گوارش اهل استرالیا است که شهرتش به‌واسطهٔ ابداع روش درمان سه‌گانه برای ریشه‌کن‌سازی هلیکوباکتر پیلوری در معده و همچنین روش نوین درمانی موسوم به پیوند میکروبیوتای مدفوع است. وی بابت روش‌های درمانی نوآورانه و پژوهش در زمینهٔ بیماری‌های گوارشی پیچیده و بیماری‌های عفونی شهرت دارد.
وی در شهر کراکوف لهستان زاده شد و در ۱۹۶۰ میلادی به همراه خانواده‌اش به استرالیا مهاجرت کرد. او در مقاطع کارشناسی و کارشناسی ارشد در دانشگاه نیو ساوت ولز تحصیل کرد و در سال ۱۹۷۴ فارغ‌التحصیل شد. سپس در رشتهٔ طب مناطق حاره و گرمسیری در دانشگاه سیدنی ادامه تحصیل داد و در سال ۱۹۷۸ برای کسب تجربهٔ عملی به جزایر سلیمان رفت و در زمینهٔ انگل‌شناسی عمومی و درمان مالاریا، سل و جذام فعالیت نمود. وی پس از اخذ مدرک دکترای پزشکی، مدتی نیز در مرکز معتبر و مشهور مایو کلینیک در روچستر، مینه‌سوتا فعالیت نمود.
دلیل اصلی شهرت او ابداع روش سه‌دارویی ریشه‌کنی و درمان هلیکوباکتر پیلوری در معده جهت درمان زخم‌های گوارشی بود که ترکیبی از بیسموت، تتراسایکلین و مترونیدازول بود.
وی همچنین یکی از پیشگامان درمان با «تغییرات میکروبی» است و اولین پیوند میکروبیوتای مدفوع را در سال ۱۹۸۸ میلادی انجام داد و تا کنون، بیش از ۳۰٬۰۰۰ نمونه از اینگونه درمان را سرپرستی و هدایت کرده‌است.